# Sociologia del cinema
La sociologia del cinema è una branca della sociologia visuale che studia il cinema come fenomeno sociale. La disciplina è stata praticata nell'arco del tempo in modo episodico, senza utilizzare una metodologia univoca.

## Storia
Sigfried Krakauer, uno studioso tedesco, durante il secondo conflitto mondiale emigrò negli Stati Uniti per sfuggire alle persecuzioni naziste. Qui svolse un'indagine per chiarire i rapporti tra il cinema tedesco e l'involuzione politica tedesca. I risultati apparvero in volume nel suo saggio sul cinema tedesco dei primi anni 20 del 1900, Dal gabinetto del dott. Caligari a Hitler 1918-1933, pubblicato per la prima volta nel 1947. Krakauer fu il primo a rendersi conto delle potenzialità nascoste del cinema. Krakauer arrivò a sintetizzare la teoria che attraverso il cinema, frutto di un’opera collettiva e del lavoro di più persone appartenenti a classi sociali differenti, si può delineare un quadro della realtà e della società stessa che si vuole rappresentare. Mentre la critica cinematografica italiana rimaneva ancorata alla tradizionale recensione, la critica francese acquisiva nozioni dagli studi eseguiti in Germania e in Austria per sviluppare una metodica che vedeva nelle pellicole cinematografiche non più lo specifico filmico ma una vera e propria fonte concreta di informazioni dalle quali acquisire informazioni storiche e sociali.
Negli anni Cinquanta grazie alle teorie strutturali-funzionaliste la preoccupazione fondamentale era quella di dare una definizione del cinema all'interno del sistema sociale e in rapporto agli altri mezzi di comunicazione di massa, tralasciando in un primo tempo l'importanza dello spettatore.
In America dal metodo funzionalista emerse un filone amministrativo di ricerca che insieme alla communication research imprimeva un forte carattere empirico alla riflessione sulla televisione.
L'approccio empirico-amministrativo emerso in America non trovò sviluppo in Europa, dove invece prevaleva una metodologia basata sulla critica con maggiore esponente la scuola di Francoforte e la lettura eclettica e trasversale di Edgar Morin.
Negli anni Settanta si videro i primi tentativi di omologazione e sistematizzazione della materia. Un contributo importante alla sociologia del cinema venne dato dal filosofo inglese Jarvie, che sottolineava l'importanza del ruolo del cinema come istituzione sociale, cioè nella sua totalità.

## Metodologia
Gli studi sul cinema hanno sempre costituito un problema dal punto di vista metodologico perché i sociologi oltre a dividersi su due metodi di indagine completamente differenti sono esposti ad analizzare un campo disciplinare di indagine che è costantemente sottoposto all'attraversamento di altri saperi; questi tendono a contaminare prospettive, modelli, teorie e metodi.
La sociologia del cinema analizza le pellicole sotto diversi aspetti:
- Documento, testimonianza e rappresentazione della società e dei suoi cambiamenti;
- Forma ideologica sostenuta da chi lo produce;
- Fattore di influenza di valori, ideali, linguaggi, costumi e comportamenti collettivi;
- Attività industriale che prevede una netta divisione del lavoro;
- Forma di espressione artistica inserita in un determinato contesto storico e sociale;[2]